# أكاديمية بطلي (الموسم 5)
الموسم الخامس من أكاديمية بطلي (باليابانية: 僕のヒーローアカデミア، بالروماجي: Boku no Hīrō Academia)، هو أنمي أُنتج كمسلسل تلفزيوني بواسطة
بونز (ستوديو) بإخراج كينجي ناغاساكي فهو المخرج الرئيسي و ماساهيرو موكاي، تلى قصة كوهي هوريكوشي كسلسلة مانغا الأصلية التي تحمل نفس الاسم من المجلد. وهو يكمل الأجزاء الأخيرة من آرك ""البطل المحترف"" (الفصول 190–193)، ومن ثم يتبعه آرك ""التدريب المشترك"" (الفصول 194–217)، يليه آرك """جيش التحرير الفوقي"" " (الفصول 218-240) والذي يغير عنوان السلسلة مؤقتًا إلى 'أكاديميتي الشريرة، أما بعده فهو آرك"وكالة المسعى" (الفصول 241-252)، وأخيرا آرك "حرب التحرير الخارق للطبيعة" (الفصول 253-258). مثل الآرك الثلاثة السابقة، استمر الموسم في جزأين متتاليين، بث الموسم في الفترة ما بين 27 من مارس وبين 25 من سبتمبر 2021، على قناة يوميأوري وعلى نيبون تي في.

## قصة الموسم
في هذا الموسم يكمل إيزوكو ميدوريا، الذي يحلم بعدة أشياء أثناء معركة التدريب المشترك. في النصف الثاني من الموسم، الأشرار والأبطال في مدينة دييكا حيث تقرر الأشرار أن تصبح الأكثر شهرة؛ تومورا شيغاراكي، الذي أُخبر بأنخ أصبح خليفة لأول فور ون، فيسعى إلى دمج المنظمات تحت قيادته. في الوقت نفسه، طلبت لجنة السلامة العامة للأبطال إجراء دراسات عمل ثانية لكل الطلاب استعدادًا للحرب القادمة.

## الإصدار والإنتاج
قام كرانشي رول وهول ببث الموسم خارج آسيا أثناء بثه، وتم إطلاقه باللغة الإنجليزية من كرانشي رول LLC على خدمتها بدءًا من 10 أبريل 2021. قام ميديا لينك بترخيص المسلسل في جنوب شرق آسيا وجنوب آسيا، وبث الموسم على نتفليكس، وخدمات البث الإقليمية الأخرى.

## إصدار الوسائط

### اليابانية
أصدرت توهو أنميشن الموسم الخامس من الأنمي على بلو راي ودي في دي في أربعة مجلدات ضمن اليابان، مع إصدار المجلد الأول في 21 من يوليو 2021، وإصدار المجلد النهائي في 19 من يناير 2022.

### الانجليزية
كرانشي رول المعروفة سابقًا باسم "فنميشن" أصدرت الجزء الأول من الموسم الخامس على الوسائط المنزلية في 29 من مارس 2022 والجزء الثاني في 19 من ديسمبر 2022.

## وصلات خارجية
- أكاديمية بطلي (الموسم 5) على موقع ANN anime (الإنجليزية)